# تیته روندی
تیته روندی (به لاتین: Tête Ronde) یک کوه در سوئیس است که در کانتون وو واقع شده‌است. تیته روندی ۳٬۰۳۷ متر بالاتر از سطح دریا واقع شده‌است.